# POT1
POT1 (del inglés protection of telomeres 1, «protección de telómeros 1») caracterizada por primera vez en S. pombe, es un gen humano.
Su función es estabilizar el "D-loop" (bucle D), evitando así que el extremo 3' del telómero del cromosoma (el cual es un poco más largo que el 5') active mecanismos de reparación del ADN, lo cual sucedería si estuviera expuesta la monohebra.
Este gen es miembro de la familia de la telombina y codifica una proteína nuclear implicada en el mantenimiento de los telómeros. Específicamente, esta proteína funciona como miembro de un complejo multiproteico llamado telosoma que se une a las repeticiones TTAGGG de los telómeros, regulando su longitud y protegiendo a los extremos del cromosoma de recombinación ilegítima, inestabilidad cromosómica catastrófica y segregación cromosómica anormal. Se asocia un aumento anormal de la expresión en la transcripción con la carcinogénesis gástrica y su progresión. Se han descrito variantes por splicing alternativo.